# Craig Smith (Fußballspieler, 1976)
Craig Smith (* 2. August 1976 in Mansfield) ist ein ehemaliger englischer Fußballspieler.

## Karriere
Smith gehörte ab 1993 im Rahmen eines Youth Training Scheme Derby County an und unterzeichnete im August 1995 seinen ersten Profivertrag. Zu Einsätzen in der ersten Mannschaft des 1996 in die Premier League aufgestiegenen Klubs reichte es für Smith in der Folgezeit allerdings nicht und im August 1997 wurde der Stürmer für einen Monat an den Viertligisten AFC Rochdale verliehen. Dort kam er zu einem Startelfeinsatz als linker Außenverteidiger und drei Kurzeinsätzen per Einwechslung, hinterließ aber keinen bleibenden Eindruck. Im Februar 1998 folgte eine Leihe beim Fünftligisten Rushden & Diamonds, in den folgenden Wochen bestritt er zwei Teileinsätze in der Liga und am Saisonende wurde sein auslaufender Vertrag von Derby County nicht mehr verlängert.
In der Folge spielte er zunächst bei Burton Albion in der Southern League, bevor er ab März 2000 kurzzeitig für Hinckley United spielte, nachdem er von Nigel Clough bei Burton aussortiert worden war. Zur Saison 2000/01 schloss er sich dem in der Northern Premier League spielenden Klub Belper Town an. Anfang 2001 kehrte zunächst auf Leihbasis zu Hinckley zurück und wurde letztlich im März 2001 für £2000, Rekordablöse für Belper Town, von Hinckley United fest verpflichtet. Smith stieg am Saisonende mit dem Klub als Meister der Western Division in die Premier Division der Southern League auf, verpasste wegen einer Rückenverletzung aber einen Großteil der Spiele. 2001 und 2002 gelang dem Klub der Gewinn des Leicestershire Challenge Cups, 2003 wurde der Rolleston Charity Cup gewonnen. In den beiden Hauptrundenpartien im FA Cup 2001/02 gegen Grays Athletic und Cheltenham Town gehörte er allerdings nicht zum Aufgebot. Letztmals gehörte Smith, der bei Hinckley als Abwehrspieler agierte, in der Saison 2002/03 dem Kader von Hinckley United an.